# Das Auge Gottes
Das Auge Gottes war der Name einer Schweriner Rockband, die von 1989 bis 1998 bestand. Die Arbeiten der sechs Bandmitglieder waren vor allem durch die sprachgewaltigen Texte und stilübergreifenden Arrangements geprägt.

## Name
Mit „Das Auge Gottes“ wurde im Gründungsjahr 1989 nach Aussagen der Band ein provokativer Name gewählt, der bewusst mit den großen Symbolen des Glaubens spielt. Jedoch hatte die Band keinen kirchlichen Hintergrund, sondern übte sich schon im Namen in der Hoffnung, dass „keine Taten ungesehen bleiben, sondern auf ihre Verursacher zurückfallen werden“. Zudem ist der Name vor dem Hintergrund der Herkunft der Musiker aus der – sich seinerzeit auflösenden – DDR zu verstehen, in welcher mehrere Mitglieder in Vorläuferbands mit Spielverboten belegt wurden. In den Zeiten der Namensfindung war noch offen, welchen Weg die Veränderungen in der DDR nehmen würden und alle kritischen Bands nutzten die Worte zwischen den Zeilen, um Botschaften zu senden, die vom DDR-Staatssicherheits-Apparat vielleicht noch erkannt, aber (hoffentlich) nicht geahndet werden konnten.

## Geschichte
1989 gegründet, setzte sich Das Auge Gottes aus Mitgliedern von diversen Bands zusammen. Darunter auch die Formation Elegantes Chaos, in der auch Richard Kruspe – heute Gitarrist bei Rammstein – zeitweise mitspielte. 1989–1992 wurde vor allem im Proberaum verbracht, und es gab nur wenige Auftritte bei lokalen Events.
Die Freundin eines Bandmitgliedes sendete ein Demotape an die Jury des John-Lennon-Förderpreises. Es konnte der zweite Platz beim Endausscheid in Kiel gewonnen werden und damit eine Singleproduktion. Diese wurde in der Yamaha-Musikschule in Hamburg aufgenommen und auf dem Independent-Label Devil Dance Records veröffentlicht. Produzenten der CD waren Udo Dahmen und Benjamin Hüllenkremer, die mehr Interesse an der Band zeigten und somit die Produktion eines Albums vorantrieben.
Das erste Album Das Auge Gottes wurde 1993 fertiggestellt. Der darauf veröffentlichte Titel Du hast Jesus Christus an das Kreuz genagelt entwickelte sich zu einem kleinen Indie-Hit. Ein in Eigeninitiative zusammen mit dem Regisseur Björn Amend produziertes Video schaffte es in die Playlist von MTV 120 Minutes. Ende 1993 wurde der A&R-Manager Sina Farschid auf die Band aufmerksam und unterbreitete ein Angebot für einen Plattenvertrag, welches die Band annahm.
Die zweite Singleauskopplung Vorbei ist vorbei wurde von lokalen Radiosendern (z. B. MDR Sputnik) häufig gespielt. Das Video zur Single lief bei VIVA auf Nachtrotation. Mit der zweiten Single zeigte sich auch der Grenzgang zwischen Indie-Erfolg und kommerziellen Ansätzen. Die stilistische Vielfalt des Materials auf dem ersten Album bot die Möglichkeit, beide Ziele zu verfolgen.
In der Folgezeit wurden jährlich bis zu 100 Liveauftritte absolviert, darunter Konzerte beim Bizarre-Festival und dem Ringfest in Köln. Eine Neuauflage der CD beinhaltete zusätzlich einen Multi-Media-Track, der Videos, Fotos und ein Computerspiel enthielt.
Das zweite Album Kleines Leben stand im Zeichen der Erfahrungen der Tourneen und war verglichen mit dem ersten Album wesentlich rock- und gitarrenlastiger, was sich auf Konzerten eindrucksvoller präsentieren ließ als vorherige oftmals mit elektronischen Mitteln unterstützte Titel. Das Album wurde in Brüssel und Hamburg produziert. Wiederum war das Produzenten-Duo Dahmen/Hüllenkremer maßgeblich beteiligt. Zur Singleauskopplung Das Ding, das durch den Wind geht wurde ein Video produziert, das von den Musiksendern nicht gespielt wurde. Livekonzerte waren somit weiterhin das Mittel, um die Fangemeinde zu erreichen, und wurden zahlreich durchgeführt.
Das dritte Album Zärtlich auf die Wunden wurde Anfang 1996 in Stuttgart gemeinsam mit dem Produzenten Klaus Scharff (Die Fantastischen Vier) eingespielt. Stilistisch wurde wieder mehr Wert auf die Vielfalt der in der Band vorhandenen musikalischen Vorlieben gelegt. So sind neben gewohnt rockigen Titeln auch Reggae- und Hip-Hop-Anlehnungen zu hören. 1997 wurde das Album auf einer Support-Tour zusammen mit Phillip Boa präsentiert.
Ende 1997 löste sich die Band auf und gab Anfang 1998 ein abschließendes Konzert in der Gründungsstadt Schwerin. Für eine Produktion für die Kompilation Das gibt’s nur einmal im Rahmen der Dokumentation Pop 2000 ließ sich Das Auge Gottes nochmal reanimieren und coverte den Song Sehnsucht von den Einstürzenden Neubauten.

### Mitglieder (letzte aktive Tour-Besetzung)
- Eiche (Gert Reichelt) – Stimme, Texte
- Jan Sören Eckert – Bass
- Joseph (Andreas Homp) – Gitarre
- Manni (Manfred Uhlig) – Schlagzeug
- Hagen (Jens-Uwe Schulz-Zachow) – Keyboards
- Cutmaster (Mathias Mohr) – Scratches

### Ehemalige Mitglieder
- Griemer (Andreas Griem) – Bass, Texte
- Sven Berger – Bass
- Susanne Vogel – Bass
- Volker Voigt – Schlagzeug
- Schalke (Frank Mehnert) – Schlagzeug
- Richie – Schlagzeug
- Tommy – Keyboards

## Diskografie
- 1994: So isses Baby (Maxi, DDR)
- 1994: Das Auge Gottes (Album, Sony)
- 1994: Du hast Jesus Christus an das Kreuz genagelt (Maxi, Sony)
- 1994: Vorbei ist vorbei (Maxi, Sony)
- 1994: Wir seh’n uns wieder (Maxi, Sony)
- 1995: Das kleine Leben (Album, Sony)
- 1995: Das Ding das durch den Wind geht (Maxi, Sony)
- 1995: Kleines Lied (Maxi, Sony)
- 1996: Die Remixe (Promo-Album, Sony)
- 1997: Zärtlich auf die Wunden (Album, Sony)
- 1997: Ich zieh nur noch einmal um (Promo-Maxi, Sony)
- 1997: Mach mal locker (Promo-Maxi, Sony)

Reguläre Alben sind hervorgehoben